# ناوچه سبک کلاس-گابیانو
ناوچه سبک کلاس-گابیانو (به انگلیسی: Gabbiano-class corvette) یک کلاس از کشتی است که طول آن ۵۸٫۸ متر (۱۹۲ فوت ۱۱ اینچ) می‌باشد.